# Vienna Open 2006
Il Vienna Open 2006, noto anche come Bank Austria Tennis Trophy per motivi di sponsorizzazione, è stato un torneo di tennis giocato sul cemento indoor.
È stata la 32ª edizione del Vienna Open e faceva parte della categoria International Series Gold nell'ambito dell'ATP Tour 2006. 
Il torneo si è giocato alla Wiener Stadthalle di Vienna, in Austria, dal 9 al 15 ottobre 2006.

## Vincitori

### Singolare maschile
Ivan Ljubičić ha battuto in finale  Fernando González con il punteggio di 6–3, 6–4, 7–5

### Doppio maschile
Petr Pála /  Pavel Vízner hanno battuto in finale  Julian Knowle  /  Jürgen Melzer con il punteggio di 6–4, 3–6, 12-10